# Jacques Boulenger
Jacques Boulenger (ur. 27 września 1879 w Paryżu, zm. 22 listopada 1944 tamże) – francuski pisarz, 
krytyk literacki, dziennikarz oraz historyk literatury. 
W 1900 roku ukończył École nationale des chartes. Pracował jako bibliotekarz, naukowiec, pisarz i dziennikarz. Współredagował czasopismo "Revue critique des idées et des livres". Był znany jako adaptator średniowiecznych tekstów literackich na współczesny język francuski.
Jako pisarz był autorem m.in. dramatów: Le Miroir à deux faces (1928), Crime à Charonne (1937), Adam et Ève (1938), oraz prozy: Les Soirs de l'archipel, Contes de ma cuisinière (1935).